# 大谷優希
大谷 優希（おおたに ゆき、2000年11月18日 - ）は、日本の子役である。

## 経歴
東京都出身。2005年ごろに芸能界デビューし、ジェイビーンズに所属。テレビと映画に出演し、モデル活動もしている。

## 出演作品

### テレビドラマ
- カスペ! 胸キュンジェネレーション天国（2010年、フジテレビ）

### 映画
- 血潮への深層、かつての彼方へ（2005年）智恵（幼少期） 役
- Some where sometime（2008年）少女 役
- 渋谷の女子高生が語った"呪いのリスト"7（2010年、アムモ）宮下杏那 役
- ほんとにあった! 呪いのビデオ（2010年）お化け 役

### CM
- 小林製薬「間宮アロエ軟膏」（2006年 - 2008年）

## 雑誌
- 小学館「小学一年生入学準備号」（2007年）